# Малая конституция 1992 года
Конституционный закон о взаимных отношениях между законодательной и исполнительной властью Польской Республики, а также территориальном самоуправлении (пол. Ustawa Konstytucyjna z dnia 17 października 1992 r. o wzajemnych stosunkach między władzą ustawodawczą i wykonawczą Rzeczypospolitej Polskiej oraz o samorządzie terytorialnym) или Малая конституция — основной закон Польской республики в 1992—1997 годах. Документ имел важное значение для развития польского конституционализма.
1989 год показал необходимость дальнейших изменений существующей конституции, а также принятие новой. 23 апреля 1992 года был принят «Конституционный закон о порядке подготовки и принятия Конституции Республики Польша», 17 октября — «Конституционный закон о взаимных отношениях между законодательной и исполнительной властью, а также территориальном самоуправлении», получивший название Малой конституции.
Документ объявлял о прекращении (за некоторым исключением) действия Конституции 1952 года. Сохраняли действие старые положения об основах политического и экономического строя, о правах и свободах граждан, об устройстве судебной власти, о порядке внесения в конституцию изменений и некоторые другие. Закон также предусматривал принятие новой конституции Сеймом и Сенатом.